# USS Pogy (SS-266)
USS Pogy (SS-266) là một tàu ngầm lớp Gato từng phục vụ cùng Hải quân Hoa Kỳ trong Chiến tranh Thế giới thứ hai. Nó là chiếc tàu chiến đầu tiên của Hải quân Hoa Kỳ được đặt cái tên này, theo tên loài cá mòi dầu. Nó đã phục vụ trong suốt Thế chiến II, thực hiện tổng cộng mười chuyến tuần tra, đánh chìm 16 tàu Nhật Bản, bao gồm một tàu khu trục và một tàu ngầm, với tổng tải trọng 62.633 tấn, xếp hạng 15 về số tàu trong số tàu ngầm Hoa Kỳ có thành tích nổi bật nhất trong chiến tranh. Con tàu được cho ngừng hoạt động sau khi xung đột chấm dứt vào năm 1946, rồi cuối cùng bị bán để tháo dỡ vào năm 1959. Pogy được tặng thưởng tám Ngôi sao Chiến trận do thành tích phục vụ trong Thế Chiến II.

## Thiết kế và chế tạo
Lớp tàu ngầm Gato được thiết kế cho mục đích một tàu ngầm hạm đội nhằm có tốc độ trên mặt nước cao, tầm hoạt động xa và vũ khí mạnh để tháp tùng hạm đội chiến trận. Con tàu dài 311 ft 9 in (95,02 m) và có trọng lượng choán nước 1.525 tấn Anh (1.549 t) khi nổi và 2.424 tấn Anh (2.463 t) khi lặn. Chúng trang bị động cơ diesel dẫn động máy phát điện để cung cấp điện năng cho bốn động cơ điện, đạt được công suất 5.400 shp (4.000 kW) khi nổi và 2.740 shp (2.040 kW) khi lặn, cho phép đạt tốc độ tối đa 21 hải lý trên giờ (39 km/h) và 9 hải lý trên giờ (17 km/h) tương ứng. Tầm xa hoạt động là 11.000 hải lý (20.000 km) khi đi trên mặt nước ở tốc độ 10 hải lý trên giờ (19 km/h) và có thể hoạt động kéo dài đến 75 ngày và lặn được sâu tối đa 300 ft (90 m).
Lớp tàu ngầm Gato được trang bị mười ống phóng ngư lôi 21 in (530 mm), gồm sáu ống trước mũi và bốn ống phía phía đuôi tàu, chúng mang theo tối đa 24 quả ngư lôi. Vũ khí trên boong tàu gồm một hải pháo 3 inch/50 caliber, và thường được tăng cường một khẩu pháo phòng không Bofors 40 mm nòng đơn và một khẩu đội Oerlikon 20 mm nòng đôi, kèm theo súng máy .50 caliber và .30 caliber. Tiện nghi cho thủy thủ đoàn bao gồm điều hòa không khí, thực phẩm trữ lạnh, máy lọc nước, máy giặt và giường ngủ cho hầu hết mọi người, giúp họ chịu đựng cái nóng nhiệt đới tại Thái Bình Dương cùng những chuyến tuần tra kéo dài đến hai tháng rưỡi.
Pogy được đặt lườn tại xưởng tàu của hãng Manitowoc Shipbuilding Company ở Manitowoc, Wisconsin vào ngày 15 tháng 9, 1941. Nó được hạ thủy vào ngày 23 tháng 6, 1942, được đỡ đầu bởi bà Julius A. Furer, và được cho nhập biên chế cùng Hải quân Hoa Kỳ vào ngày 10 tháng 1, 1943 dưới quyền chỉ huy của Hạm trưởng, Thiếu tá Hải quân George Herrick Wales.

## Lịch sử hoạt động

### 1943
Vào đầu tháng 2, 1943, Pogy được chất lên một sà lan để được kéo dọc theo sông Mississippi từ Manitowoc đến New Orleans, Louisiana, nơi nó được tiếp tục trang bị hoàn thiện trước đưa đi vào hoạt động. Sau khi hoàn tất việc chạy thử máy huấn luyện tại khu vực vịnh Mexico, chiếc tàu ngầm chuẩn bị để được điều động sang khu vực Mặt trận Thái Bình Dương. Nó băng qua kênh đào Panama và đi đến Trân Châu Cảng vào ngày 5 tháng 4, 1943.

#### Chuyến tuần tra thứ nhất
Rời Trân Châu Cảng vào ngày 15 tháng 4 cho chuyến tuần tra đầu tiên dọc theo bờ biển phía Đông đảo Honshū, Nhật Bản, Pogy bắt gặp một đoàn năm tàu buôn được một tàu hộ tống bảo vệ vào ngày 1 tháng 5. Đợt tấn công đã đánh chìm chiếc pháo hạm cũ Keishin Maru (1.434 tấn) và gây hư hại cho một tàu buôn khác. Khi trồi lên mặt nước đêm hôm đó, nó tấn công một tàu khu trục với ba quả ngư lôi nhưng không xác nhận được kết quả. Đến sáng hôm sau nó lại phá hủy một thuyền buồm lớn bằng hải pháo, rồi lại tấn công một đoàn bốn tàu buôn vào ngày 9 tháng 5, nhưng một quả bom ném gần đuôi tàu đã buộc nó phải lặn xuống né tránh. Hai ngày sau nó lại đánh chìm một thuyền buồm khoảng 100 tấn bằng hải pháo, rồi đến ngày 26 tháng 5 tiếp tục đánh chìm tàu chở hàng Tainan Maru (1.898 tấn) với hai quả ngư lôi trúng đích. Chiếc tàu ngầm kết thúc chuyến tuần tra đầu tiên khi quay trở về Midway vào ngày 5 tháng 6.

#### Chuyến tuần tra thứ hai
Rời Midway vào ngày 26 tháng 6 cho chuyến tuần tra thứ hai, Pogy hoạt động dọc theo tuyến đường hàng hải tiếp vận quan trọng giữa Nhật Bản và Truk trong suốt tháng 7. Đang khi tuần tra ngoài khơi đảo Pulap vào ngày 5 tháng 7, nó phóng ngư lôi tấn công hai tàu buôn, gây hư hại cho một tàu chở hàng khoảng 3.000 tấn. Đến ngày 1 tháng 8, nó bắt gặp một tàu chở máy bay đang trên đường đi đến Truk, và đã phóng ngư lôi đánh chìm chiếc Mongamigawa Maru (7.497 tấn) cùng toàn bộ số máy bay nó vận chuyển. Chiếc tàu ngầm ghé đến đảo Johnston vào ngày 14 tháng 8 để tiếp nhiên liệu, trước khi về đến Trân Châu Cảng hai ngày sau đó để tái trang bị.

#### Chuyến tuần tra thứ ba
Trong chuyến tuần tra thứ ba từ ngày 9 tháng 9 đến ngày 26 tháng 10 tại vùng biển quần đảo Palau, Pogy phát hiện một đoàn năm tàu buôn vào ngày 28 tháng 9. Sau hai ngày theo đuổi cùng một lượt tấn công bất thành, nó phóng trúng hai quả ngư lôi vào chiếc tàu chở hàng lớn nhất, đánh chìm được Maebashi Maru (7.005 tấn). Đến ngày 6 tháng 10, nó tiếp tục phóng bốn quả ngư lôi nhắm vào chiếc Nichiei Maru nhưng đều bị trượt. Nó kết thúc chuyến tuần tra tại Trân Châu Cảng.

#### Chuyến tuần tra thứ tư
Tiếp tục tuần tra tại vùng biển Palau trong chuyến tuần tra thứ tư từ ngày 25 tháng 11, Pogy bắt gặp một tàu buôn lớn cùng một tàu tiếp liệu tàu ngầm được một tàu khu trục hộ tống vào ngày 7 tháng 12. Nó đã phóng ngư lôi và trúng đích ba quả, đánh chìm chiếc tàu tiếp liệu tàu ngầm Soyo Maru (6.081 tấn),  đồng thời gây hư hại cho chiếc tàu chở hàng. Tàu khu trục đối phương đã phản công, thả 22 quả mìn sâu nhắm vào Pogy, buộc nó phải lặn sâu để ẩn nấp. Khi chiếc tàu ngầm trồi lên mặt biển lúc nữa đêm, nó phóng bồi thêm hai quả ngư lôi vào chiếc tàu chở hàng đã hư hại và chết đứng giữa biển. Đến ngày 13 tháng 12, nó lại tiếp tục đánh chìm chiếc tàu chở hành khách Fukkai Maru (3.821 tấn) đang chở quân rời Palau. Các tàu hộ tống đã phản công với 27 quả mìn sâu nhắm vào chiếc tàu ngầm. Những hư hại do ba quả mìn sâu nổ gần tàu đã gây ra những hư hại nghiêm trọng đến mức Pogy phải bỏ dỡ chuyến tuần tra và quay trở về Midway vào ngày 22 tháng 12.

### 1944

#### Chuyến tuần tra thứ năm

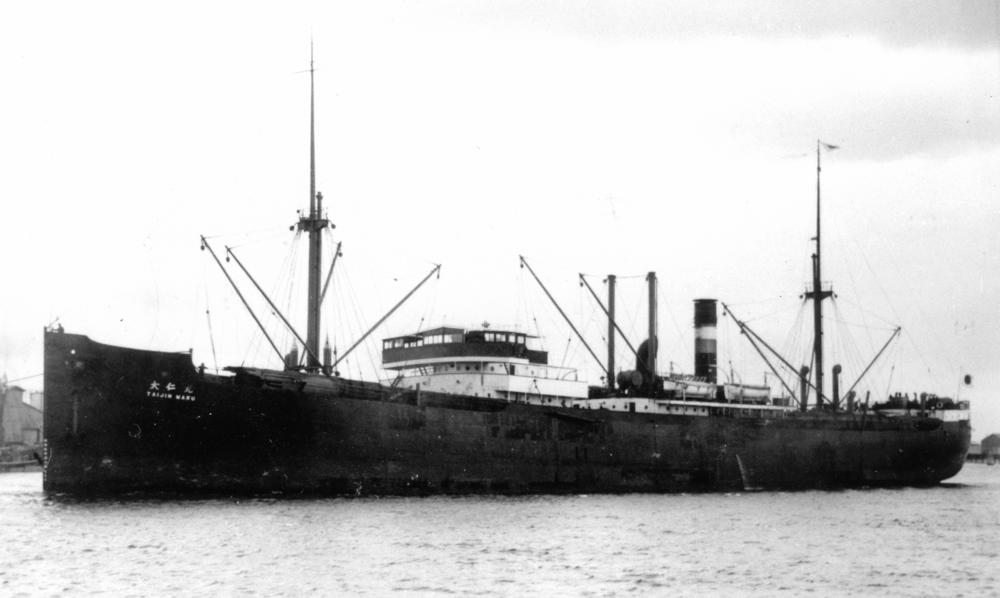
Taizin Maru

Rời Midway vào ngày 5 tháng 2, 1944 cho chuyến tuần tra thứ năm tại vùng biển ngoài khơi Đài Loan, Pogy phát hiện một đoàn tàu vận tải được ba tàu khu trục hộ tống tại eo biển Bashi ở cực Nam Đài Loan vào sáng ngày 10 tháng 2. Nó đã phóng ngư lôi đánh chìm tàu khu trục Minekaze cùng tàu chở hành khách Malta Maru (5.500 tấn), đồng thời gây hư hại cho một tàu chở hàng khác. Sau đó nó đi dọc theo bờ biển phía Đông Đài Loan lên phía Bắc, và đến ngày 20 tháng 2 lại bắt gặp một đoàn tàu vận tải khác, đánh chìm tàu chở hàng Taizin Maru (5.154 tấn) với hai quả ngư lôi, và tàu chở hàng Nanyo Maru (3.610 tấn) với một quả ngư lôi. Ba ngày sau đó tại vùng biển quần đảo Ryūkyū, nó tiếp tục đánh chìm chiếc tàu chở hàng Horei Maru (5.588 tấn) trước khi kết thúc chuyến tuần tra, và quay trở về Trân Châu Cảng vào ngày 8 tháng 3.

#### Chuyến tuần tra thứ sáu và thứ bảy
Khởi hành từ Trân Châu Cảng vào ngày 7 tháng 4 cho chuyến tuần tra thứ sáu tại vùng biển Đông Nam Nhật Bản, trong đêm 28-29 tháng 4, Pogy đã phát hiện và đánh chìm tàu ngầm I-183. Sau đó nó tiếp tục tấn công và đánh chìm tàu chở hàng Shirane Maru (2.825 tấn) vào ngày 5 tháng 5, rồi đến lượt tàu chở hàng Anbo Maru (4.523 tấn) vào ngày 13 tháng 5. Chỉ ba ngày sau đó, nó tiêu diệt một thuyền buồm 20 tấn bằng hải pháo và bắt giữ làm tù binh năm thành viên thủy thủ đoàn. Chiếc tàu ngầm tiếp tục phá hủy một tàu đánh cá bằng hải pháo trước khi quay trở về Trân Châu Cảng vào ngày 29 tháng 5, rồi lên đường ba ngày sau đó để quay về vùng bờ Tây, nơi nó được đại tu tại Xưởng hải quân Hunter's Point tại San Francisco từ ngày 8 tháng 6.
Hoàn tất công việc trong xưởng tàu, Pogy rời vùng bờ Tây vào ngày 17 tháng 9 để đi đến Trân Châu Cảng, và sau một giai đoạn huấn luyện lại lên đường vào ngày 13 tháng 10 cho chuyến tuần tra thứ bảy tại vùng biển quần đảo Ryūkyū. Tuy nhiên nó không tìm thấy mục tiêu nào phù hợp, nên đã quay trở lại Midway vào ngày 2 tháng 12.

### 1945

#### Chuyến tuần tra thứ tám và thứ chín
Trong chuyến tuần tra thứ tám từ ngày 27 tháng 12, 1944 đến ngày 11 tháng 2, 1945, Pogy hoạt động tại vùng biển ngoài khơi các quần đảo Bonin và Volcano. Ngoại trừ sự kiện tấn công một đoàn ba tàu buôn bằng ngư lôi vào ngày 14 tháng 1 nhưng không có kết quả, nó không gặp mục tiêu tiềm năng nào khác nên đã kết thúc chuyến tuần tra tại Midway.
Chiếc tàu ngầm lại lên đường vào ngày 12 tháng 3 cho chuyến tuần tra thứ chín tại khu vực phía Nam vịnh Tokyo. Đang khi làm nhiệm vụ tìm kiếm và giải cứu phục vụ cho các chiến dịch không kích vào ngày 19 tháng 4, con tàu bị bắn nhầm bởi hỏa lực súng máy và bom từ một máy bay ném bom B-24 Liberator làm nhiệm vụ tuần tra, khiến nó bị hư hại đáng kể. Đến ngày 29 tháng 4, nó giải cứu mười người thuộc đội bay một máy bay ném bom B-29 Superfortress bị rơi trên biển, và đưa họ đến Saipan. Sau đó nó rời Saipan vào ngày 6 tháng 5 để quay về Trân Châu Cảng, đến nơi vào ngày 15 tháng 5, và được tái trang bị và sửa chữa.

#### Chuyến tuần tra thứ mười
Rời Trân Châu Cảng vào 2 tháng 7 cho chuyến tuần tra thứ mười, cũng là chuyến cuối cùng, tại vùng biển Nhật Bản, Pogy băng qua những eo biển dày đặc những bãi thủy lôi. Vào ngày 27 tháng 7, nó đánh chìm chiếc tàu chở hành khách Chikuzen Maru (2.448 tấn) với hai quả ngư lôi, gây hư hại cho một tàu chở dầu 10.000 tấn vào ngày 2 tháng 8, và tiếp tục đánh chìm chiếc tàu chở hàng Kotohirasan Maru (2.220 tấn) vào ngày 5 tháng 8. Con tàu vẫn còn hiện diện trong biển Nhật Bản khi Nhật Bản chấp nhận đầu hàng vào ngày 15 tháng 8, giúp chấm dứt vĩnh viễn cuộc xung đột. Nó trở về đến Midway vào ngày 21 tháng 8.
Rời Midway vào ngày 5 tháng 9, Pogy quay trở về vùng bờ Đông Hoa Kỳ ngang qua kênh đào Panama, và về đến thành phố New York vào ngày 3 tháng 10. Nó được cho xuất biên chế tại Căn cứ Tàu ngầm Hải quân New London ở New London, Connecticut vào ngày 20 tháng 7, 1946, và được đưa về Hạm đội Dự bị Đại Tây Dương. Tên nó được cho rút khỏi danh sách Đăng bạ Hải quân vào ngày 1 tháng 9, 1958, và con tàu bị bán cho hãng Luria Brothers tại Philadelphia, Pennsylvania để tháo dỡ vào ngày 1 tháng 5, 1959.

## Phần thưởng
Pogy được tặng thưởng tám Ngôi sao Chiến trận do thành tích phục vụ trong Thế Chiến II. Nó được ghi công đã đánh chìm 16 tàu Nhật Bản, bao gồm một tàu khu trục và một tàu ngầm, với tổng tải trọng 62.633 tấn, xếp hạng 15 về số tàu trong số tàu ngầm Hoa Kỳ có thành tích nổi bật nhất trong chiến tranh.
|  |                                                       |  |
|  | Silver star · Bronze star · Bronze star · Bronze star |  |

| Dãi băng Hoạt động Tác chiến  |                                                                         |                                      |
| Huân chương Chiến dịch Hoa Kỳ | Huân chương Chiến dịch Châu Á-Thái Bình Dương với 8 Ngôi sao Chiến trận | Huân chương Chiến thắng Thế Chiến II |